# Lima (fiume Italia)
La o il Lima è un fiume dell'Appennino tosco-emiliano, interessante le province di Pistoia (Abetone Cutigliano, San Marcello Piteglio) e Lucca con il comune di Bagni di Lucca che costeggia per 24 km, sfociando poi a Chifenti (Borgo a Mozzano). Massimo affluente da sinistra del Serchio, per lunghezza (circa 40 km), estensione del bacino (oltre 400 km²) e portata d'acqua (minimo estivo ordinario 6 m³/s, minimo estivo assoluto 2,2 m³/s, massimo oltre 600 m³/s, modulo annuo circa 20 m³/s).

## Percorso
Nasce al passo dell'Abetone, drena, fra l'altro, tutto il versante meridionale della lunga catena fra Corno alle Scale e Libro Aperto, nonché, tramite il suo maggior affluente (da destra) Sestaione, anche un'altra vasta sezione appenninica che comprende il Monte Gomito e l'Alpe Tre Potenze. 
Il suo bacino è completamente sviluppato fra montagne di ragguardevole altezza, sempre abbondantemente innevate in inverno e soggette a copiose precipitazioni anche nei mesi estivi (in alcune zone di crinale si superano i 4.000 mm di pioggia annui, ma difficilmente, si scende sotto i 1.000 mm di pioggia in tutto il bacino), sicché il fiume è caratterizzato da elevati deflussi anche in piena estate: la portata minima alla confluenza nel Serchio raramente scende sotto i 10 m³/s, ma la portata media annua è di quasi 20 m³/s, in ogni caso poco meno della metà di quella del Serchio. Proprio questo è uno dei principali motivi che hanno spinto a sfruttarlo intensivamente a scopo idroelettrico.
Dopo un primo tratto di corso con andamento NO-SE, compie un'ampia curva attorno alla catena Alpe Tre Potenze - Monte Caligi che lo porta, nel tratto terminale, ad assumere una direzione ovest-sud-ovest. Peraltro, il corso è suddivisibile in due parti nettamente distinte per caratteristiche geomorfologiche e paesaggistiche. Dopo un primo tratto percorso in una vallata di tipo alpestre abbastanza ampia, ammantata di boschi specie sul versante in destra idraulica (qui sorge anche la foresta dell'Abetone, caratterizzata dalla presenza di grandi e storiche abetaie con essenze aventi altezze che possono superare i 35 m), in località La Lima, dove si congiungono le strade che, con ripide salite, salgono ai passi dell'Abetone 1.388 m/s.l.m. e dell'Oppio 821 m/s.l.m. (entrambi sullo spartiacque principale appenninico, rispettivamente verso i bacini del Panaro e del Reno), entra in una incassata e tortuosa gola (stretta di Cocciglia) percorsa anche dalla S.S. 12 dei passi dell'Abetone e del Brennero, lambendo, tra le altre, in sinistra idraulica, la montagna a picco denominata Penna di Lucchio, sulla quale è situata a mezza costa la borgata di Lucchio.
Tra le località toccate dal fiume Lima, vi sono Cutigliano, Popiglio in provincia di Pistoia. Costeggia tutto il territorio di Bagni di Lucca per 24 km da Lucchio fino a Fornoli dove il fiume confluisce nel Serchio andandone quasi a raddoppiare la portata in ogni stagione.

## Affluenti
Gli affluenti del Lima sono: 
di riva sinistra: 
nel comune di Abetone Cutigliano: 
- Fosso del Ponte alle Lime;
- Sestaione;
- Fosso degli imposti;
- Fosso del Toglino;
- Fosso Bandita;
- Affluente senza nome;
- Affluente senza nome in cui si getta il Fosso della Pesena
- Affluente senza nome;
- Fosso della Secchia;
- Rio Botre;
- Rio Fossaccia;
- Rio Maggiore;
- Affluente senza nome;
- Affluente senza nome.

nel comune San Marcello Piteglio:
- Fosso del Comune (in cui si getta il Torrente Volata che scende dal Monte Cupolino);
- Rio di Cecco;

- Torrente Verdiana (drena il versante meridionale del Corno alle Scale e quelli occidentali dell'Uccelliera e del Poggio dei Malandrini);
- Torrente Limestre (scende dal versante occidentale del Passo dell'Oppio)
- Fosso di Selva Piana;
- Rio delle Lame;
- Torrente Torbecchio;
- Torrente Lièsina (drena la parte occidentale del massiccio Le Lari)

nel comune di Bagni di Lucca:
- Fosso Forra Fredda;
- Fosso di Vallemagna;
- Rio Cardaccia;
- Torrente Legara;
- Torrente Diana;
- Torrente Benabbiana;
- Torrente Bugliesima.

nel comune di Borgo a Mozzano:
- Torrente Pizzorne.

di riva destra:
nel comune di Abetone Cutigliano:
- Fosso del Ponte del Bosco
- Affluente senza nome;
- Affluente senza nome;
- Fosso della Buca
- Fosso Collacchia;
- Torrente Sestaione;
- Fosso di Campo.

nel comune San Marcello Piteglio:
- Rio Botraia;
- Affluente senza nome.

nel comune di Bagni di Lucca:
- Torrente Fiescio;
- Rio Coccia[1];
- Torrente Scesta (scende dalla Foce di Campolino 1.789 m/s.l.m.);
- Fosso di Refubbri;
- Torrente Camaione.

## Il ponte sospeso
Poco a valle della località La Lima, di fronte all'abitato di Mammiano Basso, il fiume è superato da un ponte pedonale sospeso. Lungo oltre 200 m, offre una visione della gola della Lima.